# Nolay (Côte-d'Or)
Nolay é uma comuna francesa na região administrativa da Borgonha-Franco-Condado, no departamento de Côte-d'Or. Estende-se por uma área de 14,3 km². Em 2010 a comuna tinha 1 472 habitantes (densidade: 102,9 hab./km²).